# 里基·维迪安托
里基·维迪安托（1991年12月28日—），印尼男子羽毛球運動員。

## 簡歷
里基·维迪安托自2005年起跟隨新加坡國家羽毛球隊打球。直到2009年2月，新加坡羽協要求他轉籍成為新加坡公民，並代表該國參加年底舉行的東南亞運動會；可是维迪安托的父母以他年紀太小為理由拒絕邀請，雙方遂即時中止合作，维迪安托於是返回印尼。
2008年12月，里基·维迪安托与新加坡的梁语嫣出战越南羽毛球大獎賽，在混双决赛以0比2（17-21、9-21）不敌队友的通托维·艾哈迈德/申迪·普斯帕·伊拉瓦蒂，赢得亚军。
2010年6月，里基·维迪安托与珍纳·戈扎利出战印度羽毛球黃金大獎賽，在混双準决赛以1比2（21-17、16-21、13-21）不敌新加坡的查特·奇雅加特/姚蕾。
2012年4月，里基·维迪安托与普斯皮达·里奇·蒂莉出戰大阪羽毛球國際挑戰賽，在混双决赛以2比0（21-15、21-19）力克赛会3号种子、东道主的嘉村健士/米元小春，夺得其首个国际赛冠军。同年5月，他与普斯皮达·里奇·蒂莉出战馬來西亞羽毛球黃金大獎賽，在混双準決賽以0比2（18-21、18-21）不敌赛会头号种子、马来西亚的陈炳顺/吳柳螢。同年11月，他与普斯皮达·里奇·蒂莉出战澳門羽毛球黃金大獎賽，在混双準决赛以0比2（7-21、16-21）不敌赛会3号种子、同胞的穆罕默德·雷扎/戴比·苏珊托。
2013年4月，里基·维迪安托与普斯皮达·里奇·蒂莉出战紐西蘭羽毛球大獎賽，在混双决赛以0比2（18-21、8-21）不敌赛会5号种子、队友的普拉文·乔丹/維塔·瑪麗莎。同年6月，他与普斯皮达·里奇·蒂莉出战泰國羽毛球黃金大獎賽，在混双决赛以1比2（21-18、15-21、15-21）不敌赛会2号种子、队友的马尔基斯·基多/皮娅·泽巴迪娅·贝尔纳德特，赢得亚军。同年8月，他參加中國廣州舉行的世界羽毛球錦標賽，與普斯皮达·里奇·蒂莉以10號種子身分出戰混合雙打項目。他們首圈輪空，第二圈即以2比0擊敗中華台北組合晉級；但在第三圈就以0比2（14-21、17-21）不敵2號種子、中國的张楠/赵芸蕾，16強止步。同年9月，他与普斯皮达·里奇·蒂莉出战--，在混双準决赛以0比2（21-23、17-21）不敌韩国的柳延星/嚴惠媛，首次打进超级赛四强佳绩。
2014年4月，里基·维迪安托与普斯皮达·里奇·蒂莉出战新加坡羽毛球超級賽，在混双决赛以0比2（15-21、20-22）不敌赛会头号种子、同胞的通托维·艾哈迈德/利利亚纳·纳西尔，赢得亚军。同年10月，他与普斯皮达·里奇·蒂莉出战荷蘭羽毛球大獎賽，在混双决赛以3比2（11-10、10-11、9-11、11-8、11-1）力克赛会7号种子、东道主的约瑞特·德鲁伊特/萨曼塔·巴宁，赢得冠军。同年10月，他与普斯皮达·里奇·蒂莉出战丹麥羽毛球首要超級賽，在混双準决赛以0比2（10-21、15-21）不敌赛会4号种子、同门的通托维·艾哈迈德/利利亚纳·纳西尔。年尾12月，他与普斯皮达·里奇·蒂莉出战哥本哈根羽毛球大師賽，在混双準决赛以0比2（12-21、16-21）不敌丹麦强档的约金·费舍尔·尼尔森/克里斯汀娜·彼德森。
2015年1月， 里基·维迪安托与普斯皮达·里奇·蒂莉出战印度羽毛球黃金大獎賽，在混双决赛以2比0（21-17、21-17）击败了东道主的马奴·阿特里/玛内沙·库卡帕利，赢得开门红。同年6月，他代表印尼参加新加坡举办的東南亞運動會羽毛球比賽，在率先进行的团体赛，印尼男队赢得东运会金牌；而与普斯皮达·里奇·蒂莉的混双準決賽以1比2（18-21、21-18、20-22）不敌马来西亚的陳炳順/吳柳螢，赢得混合双打季军。同年8月，他參加印尼雅加达舉行的世界羽毛球錦標賽，他和普斯皮达·里奇·蒂莉出戰混合双打項目。他與普斯皮达·里奇·蒂莉以10號種子身分出戰，故在首圈輪空；但在次圈以2比1（18-21、21-18、22-20）擊敗马来西亚的黄辉颖 /鄒美君。在第三圈，激战三局以1-2（23-21、20-22、11-21）不敌赛会4號種子中国的刘成 /包宜鑫，16强止步。
2016年6月，里基·维迪安托与新搭档的格罗里亚·埃马努埃莱·维德佳佳出战中華台北羽毛球公開賽，在混双準决赛以0比2（17-21、20-22）不敌马来西亚的陈健铭/賴沛君。同年10月，他与格罗里亚·埃马努埃莱·维德佳佳出战中華台北羽球大師賽，在混双準決賽以1比3（5-11、11-7、8-11、6-11）不敌香港的鄧俊文/謝影雪。
2017年8月，里基·维迪安托与普斯皮达·里奇·蒂莉出战懷卡托羽毛球國際賽，在混双决赛以2比0（21-15、26-24）击败了中華台北的葉宏蔚/鄧淳薰，赢得冠军。同年9月，他改为与玛西塔·穆罕默丁出战越南羽毛球大獎賽，在混双决赛以0比2（14-21、14-21）不敌赛会6号种子、同胞的阿尔弗兰·埃科·普拉塞特亚/梅拉蒂·达伊瓦·奥克塔维亚尼，赢得亚军。同年10月，他与玛西塔·穆罕默丁出战印尼羽毛球國際挑戰賽，在混双準决赛以1比2（15-21、21-17、15-21）不敌赛会7号种子、队友的伊尔凡·法蒂拉赫/皮娅·泽巴迪娅·贝尔纳德特。
2018年4月，里基·维迪安托与瑪西塔·穆罕默丁出战印尼羽毛球國際系列賽，在混双準决赛以0比2（20-22、17-21）不敌赛会5号种子、同胞的阿姆里·萨纳维/謝拉·德維·奧莉亞。

## 主要比賽成績
只列出曾進入準決賽的國際賽事成績：
| 年份   | 賽事                     | 公開賽級別 | 項目     | 拍檔                         | 成績   |
| ------ | ------------------------ | ---------- | -------- | ---------------------------- | ------ |
| 2008年 | 越南羽毛球大獎賽         | 大獎賽     | 混合雙打 | 梁语嫣                       | 亞軍   |
| 2009年 | 印尼羽毛球國際挑戰賽     | 國際挑戰賽 | 混合雙打 | 德维·蒂卡·佩马塔萨里         | 冠軍   |
| 2009年 | 新加坡羽毛球國際系列賽   | 國際系列賽 | 男子雙打 | Wijaya I Komang Sandy        | 準決賽 |
| 2010年 | 印度羽毛球黃金大獎賽     | 黃金大獎賽 | 混合雙打 | 珍纳·戈扎利                  | 準決賽 |
| 2011年 | 世界大學生運動會         | 其他       | 混合團體 | －                           | 金牌   |
| 2011年 | 世界大學生運動會         | 其他       | 混合雙打 | 申迪·普斯帕·伊拉瓦蒂         | 銅牌   |
| 2011年 | 印度羽毛球國際挑戰賽     | 國際挑戰賽 | 混合雙打 | 普斯皮达·里奇·蒂莉           | 亞軍   |
| 2012年 | 大阪羽毛球國際挑戰賽     | 國際挑戰賽 | 混合雙打 | 普斯皮达·里奇·蒂莉           | 冠軍   |
| 2012年 | 馬來西亞羽毛球黃金大獎賽 | 黃金大獎賽 | 混合雙打 | 普斯皮达·里奇·蒂莉           | 準決賽 |
| 2012年 | 澳門羽毛球黃金大獎賽     | 黃金大獎賽 | 混合雙打 | 普斯皮达·里奇·蒂莉           | 準決賽 |
| 2013年 | 紐西蘭羽毛球大獎賽       | 大獎賽     | 混合雙打 | 普斯皮达·里奇·蒂莉           | 亞軍   |
| 2013年 | 泰國羽毛球黃金大獎賽     | 黃金大獎賽 | 混合雙打 | 普斯皮达·里奇·蒂莉           | 亞軍   |
| 2013年 | 中國羽毛球大師賽         | 超級賽     | 混合雙打 | 普斯皮达·里奇·蒂莉           | 準決賽 |
| 2014年 | 新加坡羽毛球超級賽       | 超級賽     | 混合雙打 | 普斯皮达·里奇·蒂莉           | 亞軍   |
| 2014年 | 印尼羽毛球國際挑戰賽     | 國際挑戰賽 | 混合雙打 | 普斯皮达·里奇·蒂莉           | 冠軍   |
| 2014年 | 荷蘭羽毛球大獎賽         | 大獎賽     | 混合雙打 | 普斯皮达·里奇·蒂莉           | 冠軍   |
| 2014年 | 丹麥羽毛球首要超級賽     | 首要超級賽 | 混合雙打 | 普斯皮达·里奇·蒂莉           | 準決賽 |
| 2014年 | 哥本哈根羽毛球大師賽     | 其他       | 混合雙打 | 普斯皮达·里奇·蒂莉           | 準決賽 |
| 2015年 | 印度羽毛球黃金大獎賽     | 黃金大獎賽 | 混合雙打 | 普斯皮达·里奇·蒂莉           | 冠軍   |
| 2015年 | 瑞士羽毛球黃金大獎賽     | 黃金大獎賽 | 混合雙打 | 普斯皮达·里奇·蒂莉           | 準決賽 |
| 2015年 | 紐西蘭羽毛球黃金大獎賽   | 黃金大獎賽 | 混合雙打 | 普斯皮达·里奇·蒂莉           | 準決賽 |
| 2015年 | 東南亞運動會羽毛球比賽   | 其他       | 男子團體 | －                           | 金牌   |
| 2015年 | 東南亞運動會羽毛球比賽   | 其他       | 混合雙打 | 普斯皮达·里奇·蒂莉           | 銅牌   |
| 2016年 | 印度羽毛球超級賽         | 超級賽     | 混合雙打 | 普斯皮达·里奇·蒂莉           | 亞軍   |
| 2016年 | 中華台北羽毛球公開賽     | 國際挑戰賽 | 混合雙打 | 格罗里亚·埃马努埃莱·维德佳佳 | 準決賽 |
| 2016年 | 中華台北羽球大師賽       | 大獎賽     | 混合雙打 | 格罗里亚·埃马努埃莱·维德佳佳 | 準決賽 |
| 2017年 | 印尼羽毛球國際系列賽     | 國際系列賽 | 混合雙打 | 普斯皮达·里奇·蒂莉           | 準決賽 |
| 2017年 | 懷卡托羽毛球國際賽       | 國際系列賽 | 混合雙打 | 普斯皮达·里奇·蒂莉           | 冠軍   |
| 2017年 | 越南羽毛球大獎賽         | 大獎賽     | 混合雙打 | 玛西塔·穆罕默丁              | 亞軍   |
| 2017年 | 印尼羽毛球國際挑戰賽     | 國際挑戰賽 | 混合雙打 | 玛西塔·穆罕默丁              | 準決賽 |
| 2018年 | 印尼羽毛球國際系列賽     | 國際系列賽 | 混合雙打 | 瑪西塔·穆罕默丁              | 準決賽 |

| 2007-2017年 | 首要超級賽 | 超級賽 | 黃金大獎賽 | 大獎賽 | 國際挑戰賽 | 國際系列賽 | 未來系列賽 | 其他 |

| 2018-2026年 | 總決賽 | 超級1000賽 | 超級750賽 | 超級500賽 | 超級300賽 | 超級100賽 | 國際挑戰賽 | 國際系列賽 | 未來系列賽 | 其他 |

### 奧運會和世錦賽參賽紀錄
|          | 搭檔               | 2013 | 2014 | 2015 |
| -------- | ------------------ | ---- | ---- | ---- |
| 混合雙打 | 普斯皮达·里奇·蒂莉 | 16強 | 16強 | 16強 |